# جالابا
جالابا (بالإنجليزية: Jalapa, Jalapa)‏ هي مدينة، تتبع إدارة جالابا، هي عاصمة إدارة جالابا، بلغ عدد سكانها 122483  نسمة، في 2002، تبلغ مساحتها 544 كيلومتر مربع، رمزها البريدي هو 21001.